# Newtown Park
Newtown Park – wielofunkcyjny stadion sportowy położony w dzielnicy Newtown w Wellingtonie, stolicy Nowej Zelandii. Obiekt służy głównie do rozgrywek piłki nożnej, rugby oraz imprez lekkoatletycznych. Jest siedzibą lokalnych klubów sportowych oraz miejscem ważnych zawodów regionalnych.

## Historia
Newtown Park powstał w 1881 roku jako teren sportowy dla mieszkańców Wellingtonu. Już w 1882 roku gościł pierwszy międzynarodowy mecz rugby pomiędzy Nową Południową Walią a Wellingtonem, gromadząc około 5000 widzów, w tym ówczesnego gubernatora Jamesa Prendergasta. W kolejnych dekadach stadion przeszedł kilka modernizacji, by dostosować się do wymogów rosnącej liczby dyscyplin sportowych i publiczności.

## Infrastruktura
Obiekt oferuje naturalną nawierzchnię trawiastą o wymiarach 105 × 68 m, a także bieżnię lekkoatletyczną wykonaną z nawierzchni tartanowej. Pojemność stadionu wynosi około 5000 widzów, którzy mają do dyspozycji trybuny oraz zaplecze sportowe, w tym szatnie i pomieszczenia techniczne. Stadion jest zarządzany i utrzymywany przez Wellington City Council.

## Wykorzystanie
Newtown Park jest domowym stadionem Wellington Olympic AFC oraz miejscem rozgrywek lokalnych klubów rugby. Ponadto wykorzystywany jest do organizacji zawodów lekkoatletycznych oraz innych imprez sportowych na poziomie regionalnym. Stadion gościł również mecze turniejów młodzieżowych oraz krajowych rozgrywek piłkarskich i rugby.

## Lokalizacja
Obiekt znajduje się przy Normanby Street w dzielnicy Newtown, łatwo dostępny zarówno komunikacją publiczną, jak i samochodem, co czyni go ważnym punktem sportowym Wellington.